# Англо-нідерландські війни

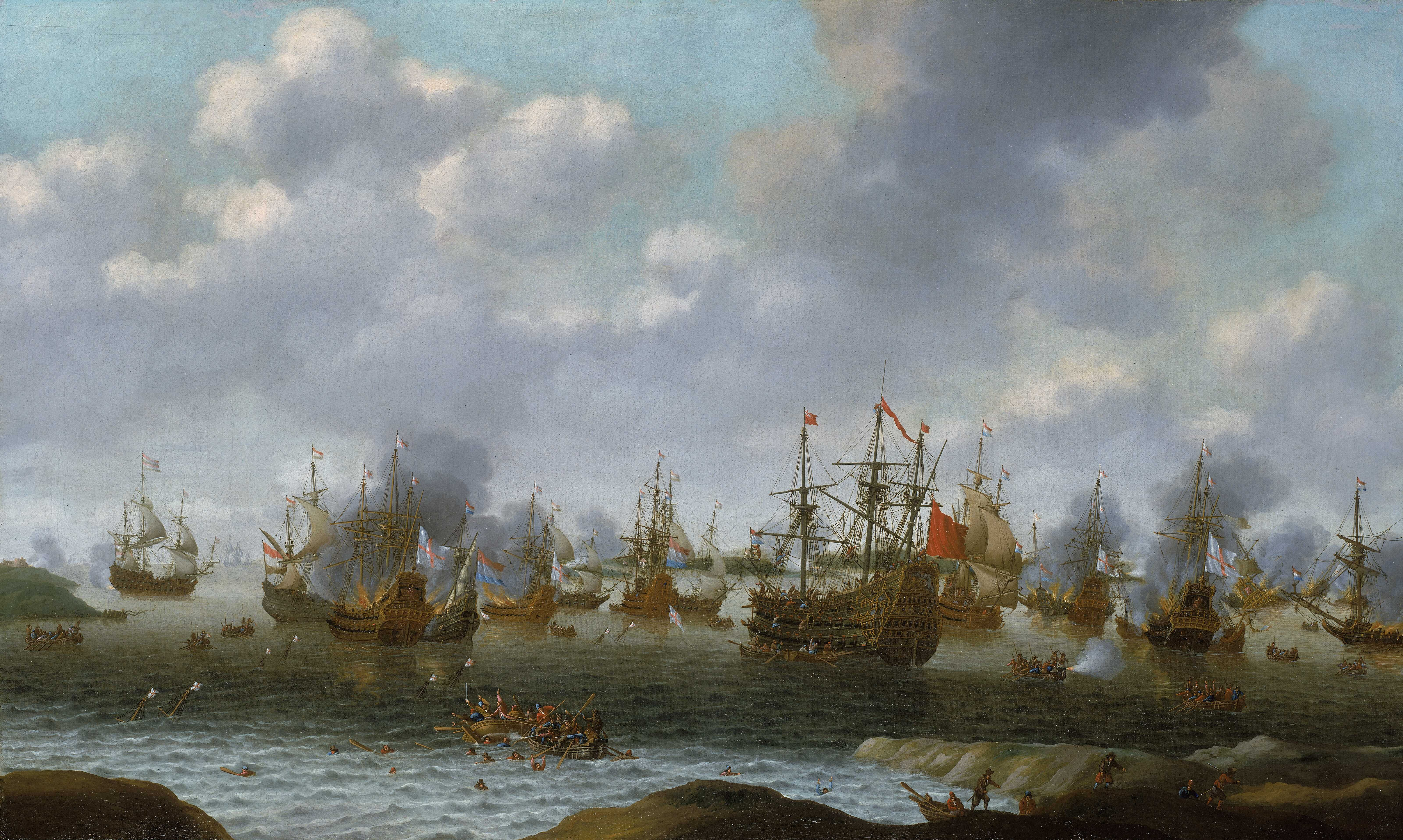
Атака Медвея. Друга англо-голландська війна

Англо-нідерландські війни — низка війн між королівством Англія (згодом Великою Британією) та Республікою Об'єднаних провінцій (Нідерланди) в XVII і XVIII століття за морську та торговельну гегемонію в Європі та колоніях. Практично усі військові дії відбувалися на морі.

## Передумови
З 1572 року мешканці Нідерландів, що тривалий час належали Іспанії, розпочали боротьбу за свою незалежність. Ця війна отримала назву Вісімдесятирічної. Бойові дії відбувалися як на морі, та й на суходолі. В цій боротьбі на початковому етапі союзником була Англія, яка у 1585 року втрутилася у війну проти Іспанії. У 1609 році оголошено припинення вогню, після чого було дванадцять років перемир'я між Об'єднаними провінціями і контрольованими іспанцями Південними провінціями, за посередництва Франції та Англії.
Водночас за часів династії Стюартів відбувається покращення стосунків Англії з Іспанією, перервані війною 1625—1630 років. На цей час відносять початок протистояння англійських і голландських купців. У 1617—1618 роках в районі Зондських і Молуккських островів відбулися перші бойові сутички між ними.
У 1621 році відновилася війна Республіки Об'єднаних провінцій проти Іспанії. Разом з цим розростається голландське каперство, флот республіки, що виконував переважно посередницькі функції, отримуючи чималий зиск. Завдяки активним діям на основних торговельних маршрутах, голландці зуміли потіснити іспанців з Індійського океану, звідки доставлялися азійські пахощі і спеції, інший цінний крам. У 1631 році Карл I, король Англії і Шотландії, уклав з Іспанією низку секретних угод, спрямованих проти голландської морської гегемонії. Він також почав масштабну програму будівництва флоту, впровадивши закон про корабельні гроші. Проте, боячись зіпсувати відносини з могутнім голландським штатгальтером Фредеріком-Генріхом Оранським, англійський король обмежився у своїй допомозі іспанцям наданням дозволу користуватися англійськими кораблями для доставки військ до Дюнкерку. У 1636—1637 роках він також зробив мляву спробу стягувати з голландських рибалок мито за ловлю оселедця в Північному морі, проте відмовився від цього після атаки голландського флоту. Коли в 1639 році великий іспанський транспортний флот намагався сховатися в англійській гавані Даунс, Карл I не посмів захистити його від нападу голландців, які знищили транспортний флот, завдавши удару репутації англійського короля.
Англійська революція і громадянська війна 1642—1651 років послабила морські позиції Англії: флот виявився розділений так само, як і вся країна. Скориставшись цим, голландці захопили більшу частину торгівлі з англійськими колоніями в Північній Америці. Найбільш відчутних втрат англійська буржуазія зазнала на ринках балтійських країн і Московського царства, де в результаті дій голландської дипломатії було скасовано торговельні привілеї англійських купців. Нідерланди потіснили англійців також на ринках середземноморських країн і в іспанських колоніях.
У 1648 році Республіка Об'єднаних провінцій уклала з Іспанією Мюнстерський мир, за яким Голландія була визнана як незалежна держава і зберегла контроль над територіями, завойованими на пізніх етапах війни. Але велика частина голландської армії і флоту повинні були розпущені. Але новий штатгальтер Вільгельм II Оранський відмовився це зробити, що призвело до конфлікту за патриціатом на чолі із Яном де Віттом. Раптова смерть в 1650 році послабила рід Оранських. Тим часом, Олівер Кромвель об'єднав Англію, Шотландію і Ірландію в Англійське співдружність, створив потужний флот.
Безпосередніми причинами для початку збройного протистояння стали зміна балансу сил в Європі; претензії на колонії Португалії, охопленої війною за незалежність, що давало можливість встановити морську гегемонію в Атлантичному, Тихому і Індійському океанах; перехоплення голландцями торгівлі з Іберійським півостровом, яка традиційно контролювалася англійцями; побоювання Кромвеля з приводу можливого посилення оранжистів, які традиційно підтримували династію Стюартів, повалену Англійською революцією; збільшення багатства Голландії завдяки работоргівлі, яка до 1650 року стала головною країною работоргівлі в Європі.
На початку 1651 О. Кромвель відправив до Гааги делегацію з пропозицією увійти до складу Англійської співдружності і разом відібрати в Іспанії більшу частину їхніх американських володінь. В даний період йшла активна боротьба між «регентами» і «оранжистами», тобто прихильниками Дому Оранських. Регентів переважно підтримувала буржуазія, а оранжистів — прості громадяни. Останні виступили проти англійської пропозиції. В результаті Генеральні Штати не зуміли сформулювати чітку відповідь. У 1651 році Англія ввела в дію Акт про Навігацію, згідно з яким всі товари повинні були ввозитися в країну на англійських судах або на судах країн-експортерів, але не на судах країн-посередників. Цей закон суттєво зашкодив голландській торгівлі, перешкоджаючи перевезення вантажів Європою голландськими кораблями. разом з тим Акт став приводом для англійських піратів для законного захоплення голландських суден. Голландці відповіли на тиск наймом великої кількості збройних торгових суден. Англійці, в свою чергу, стали вимагати від іноземних суден в якості привітання своїм кораблям спускати прапори, навіть в іноземних портах.

## Перша війна

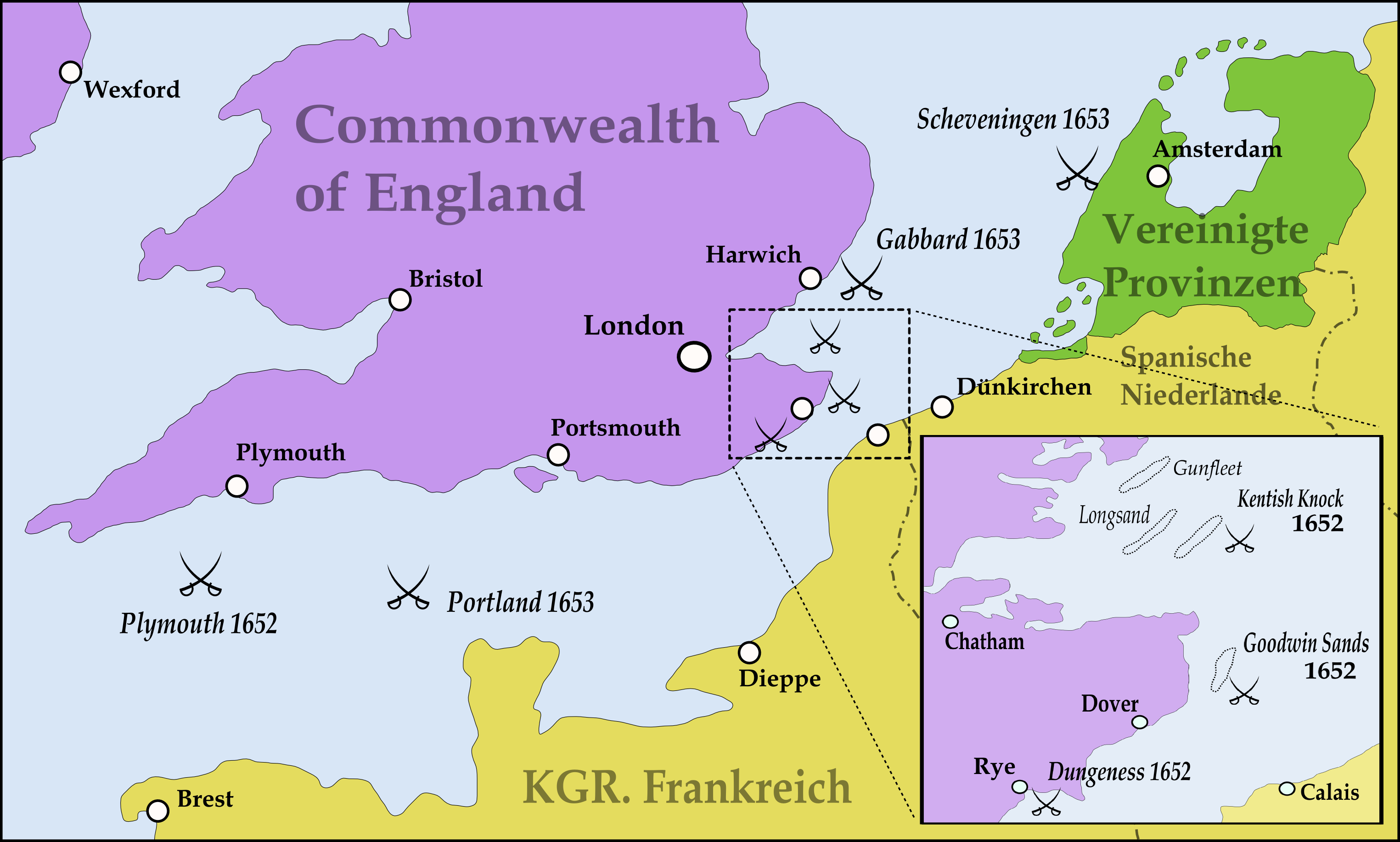
Перебіг Першої англо-голландської війни

29 травня 1652 лейтенант-адмірал Мартін Тромп відмовився спустити прапори перед англійцями, що призвело до битви на траверсі Дувру, в якій жодна зі сторін не здобула перемоги. Скориставшись цим приводом 1 липня англійці оголосили Республіці Об'єднаних провінцій війну.
Після низки незначних сутичок англійці в жовтні 1652 року домоглися успіху в першому серйозному бої: морський генерал Роберт Блейк завдав поразки голландському віцеадміралу Вітте де Віту в битві біля Кентіш-нока. Вирішивши, що війна майже закінчена, англійці розділили свої сили і в грудні були вщент розбиті Мартіном Тромп в битві біля Данженесса. Голландці здобули ще одну значну перемогу 14 березня 1653 року в битві при Ліворно, однак на цьому їхні успіхи закінчилися. Ще за два тижні до цього Р. Блейк розбив голландців у Портлендській битві, встановивши повний контроль над Ла-Маншем. у червні 1653 році англійський флот здобув перемогу у битві біля Габбарду, завдяки чому вдалося витіснити голландців з Північного моря. У вирішальній Схевінгенській битві 10 серпня 1653 року голландці зазнали в тактичному плані поразку, проте, англійці були змушені зняти блокаду голландського узбережжя. Оскільки обидві країни були виснажені, а О. Кромвель мав значні внутрішні проблеми, почалися мирні перемовини.
5 квітня 1654 року було підписано Вестмінстерський договір (ратифіковано Генеральними штатами 8 травня), за яким основною поступкою стало зобов'язання голландців «салютувати» прапорами. Втім торговельне суперництво тривало, англійці не змогли замінити голландців як домінантну торговельну націю в світі, Англійська Ост-Індська компанія фактично залишилася блокованої від вільної торгівлі в Ост-Індії. В свою чергу голландцям не вдалося домогтися ратифікації Гартфордської угоди 1650 року щодо кордонів між Новими Нідерландами і Нью-Гейвеном (майбутнім Коннектикутом). Також він мав секретний додаток — Акт усунення, забороняв Вільгельму III Оранському займати державні посади. Англійці в ході війни захопили від 1200 до 1500 нідерландських торговельних суден. Голландці розгорнули програму модернізації флоту, яка дозволила їм деякою мірою скоротити якісне відставання від англійців. Кромвель до кінця свого життя уникав нових конфліктів з голландцями, незважаючи на вчинений ними розгром його союзникам шведам і португальцям, поки він був зайнятий війною з іспанцями.

## Друга війна

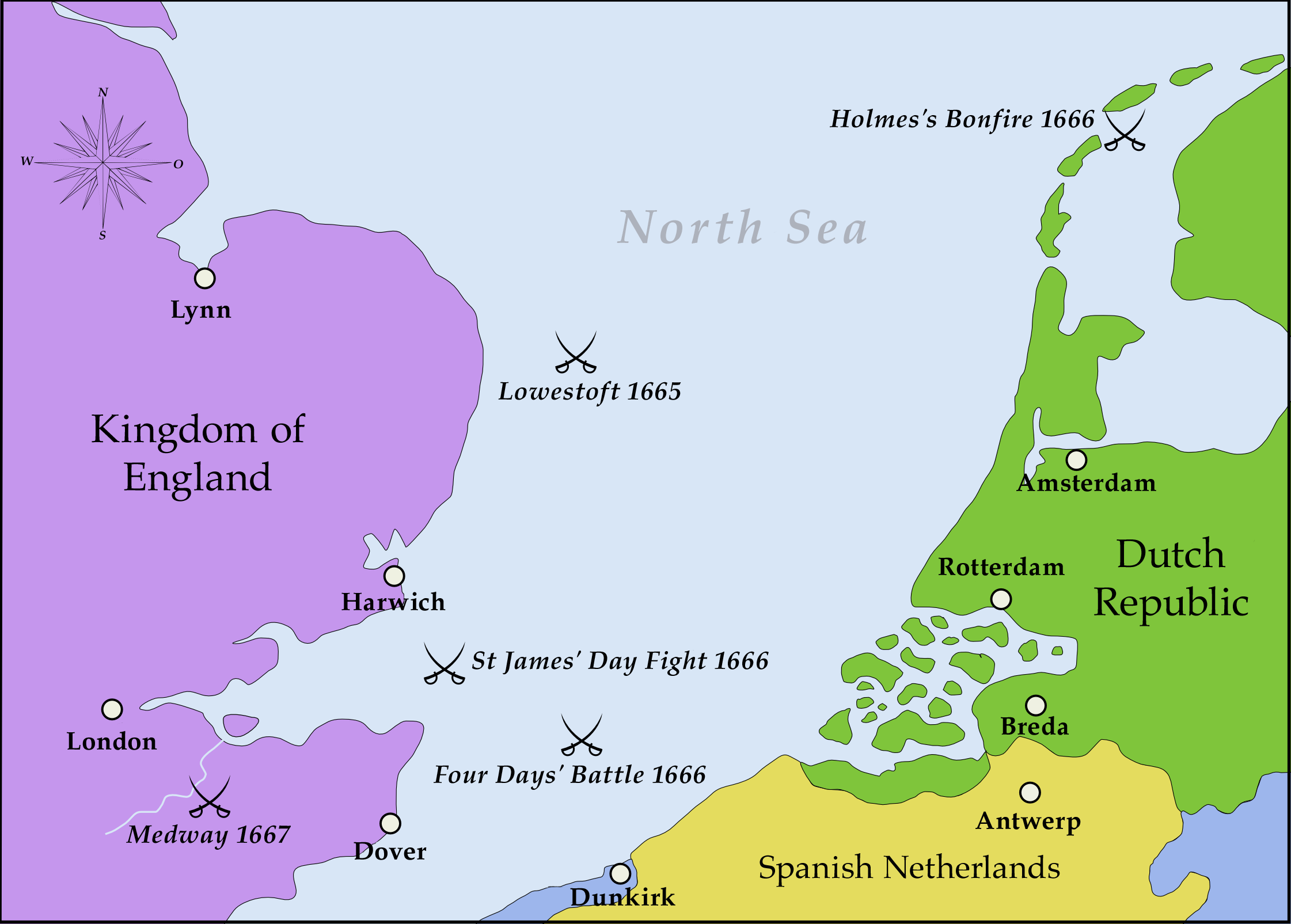
Перебіг подій Другої англо-голландської війни

Після Реставрації Стюартів у 1660 році король Карл II вирішив втрутитися у справи Республіки Об'єднаних провінцій, поставивши на її чолі свого небожа Вільгельма III Оранського, який мав права на посаду штатгальтера. Ці плани збіглися з бажанням англійських купців з Ост-Індської, Левантійської компанії, Королівських торговців в Африці відібрати у голландців монополію на торгівлю в морях. Почалося загальне збурення в Англії, чим скористалися пірати, що стали захоплювати голландські судна,1664 році здійснили напади на африканські факторії Голландії, чим зрештою 1665 року спровокували нову війну.
Англія взяла гору на суходолі — було захоплено голландську колонію Нові Нідерланди в Північній Америці. В той же час Республіка Об'єднаних провінцій завдяки таланту адмірала Михайла Рюйтера здобула перемогу на морі. Найвизначнішими успіхами голландського флоту стали Чотириденна битва в Ла-Манші у червні 1666 року і напад на Медвей у 1667 році. В результаті значна частина англійського флоту та необхідні запаси було знищено.
Англійці захопили під час війни близько 450 торгових кораблів, що майже не зашкодило голландцям, в той час як королівство опинилося на межі банкрутства. Водночас в середині Англії почалися збурення. Через побоювання короля Карла II щодо можливого заколоту було наказано пришвидшити укладання мирного договору з Голландією. Остання за умовами Бредського миру досягла певних полегшень в Акті про Навігацію, зокрема отримала дозвіл возити на голландських суднах німецькі товари. Разом з тим поступилася Новими Нідерландами на користь Англії. Натомість Республіка Об'єднаних провінцій отримала англійську колонію Суринам і острів Рун в Малайському архіпелазі.

## Третя війна

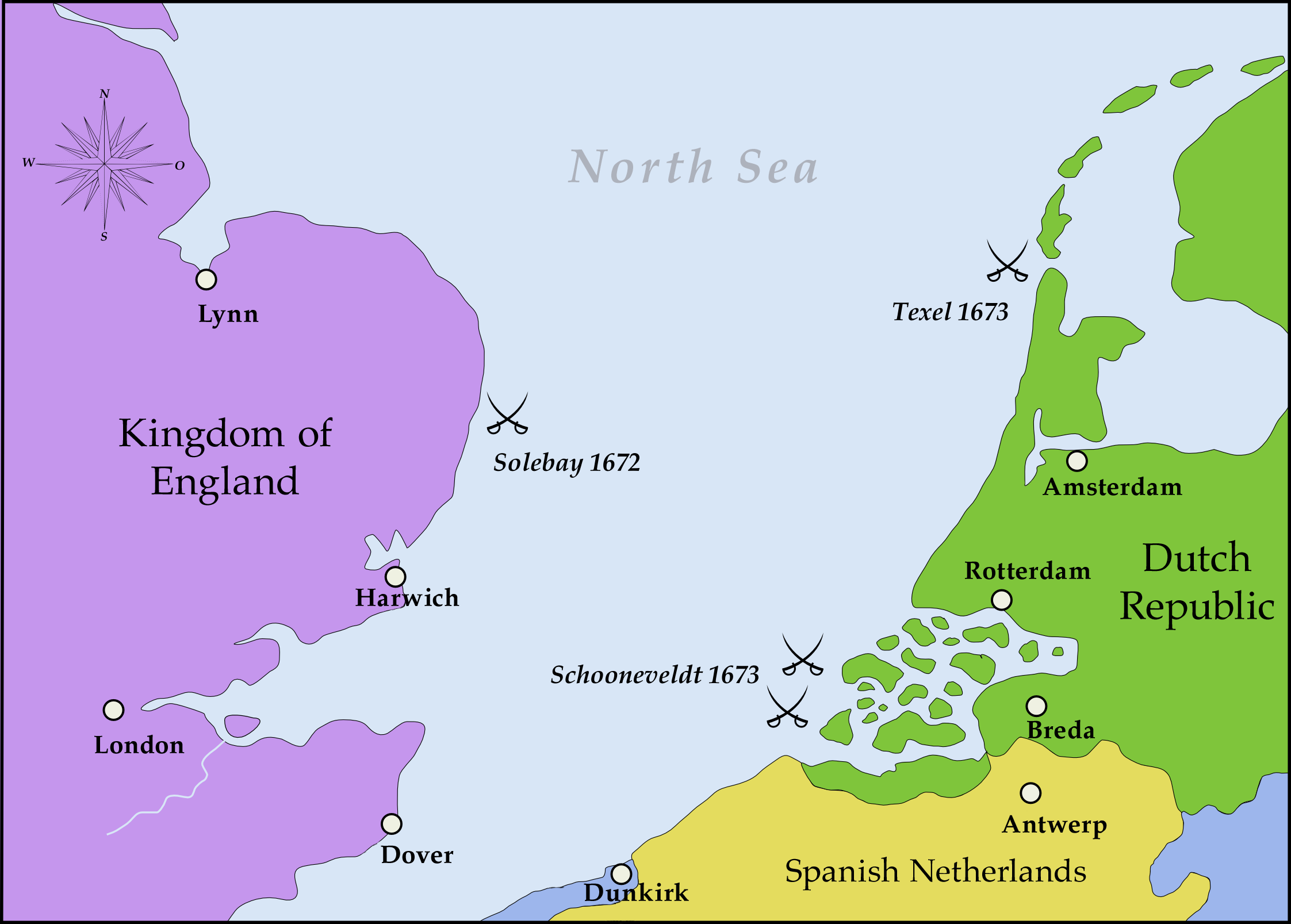
Події Третьої англо-голландської війни

Англія після невдачі в другій війні стала готуватися до нової. Було швидко відновлено свій флот. Проте Карла II не сподівався одноосібно здолати Голландію. Тому 1670 року було укладено Дуврський договір з Францією, спрямований на підтримку англійського короля в середині країни. Водночас секретним пунктом передбачалося спільно виступити проти Голландії.
У 1672 році Англія оголосила війну Республіці Об'єднаних провінцій. Приводом став заколот проти Яна де Вітте, внаслідок якого Вільгельм III Оранський став штатгальтером, що суперечило Вестмінстерському мирному договору. Невдовзі у війну на боці Англії вступила Франція (війна з нею відома як Голландська). До антиголландської коаліції долучилося єпископство Мюнстер і архієпископство Кельнське. Голландія опинилася в край складній ситуації: вона вимушена була діяти на морі і суходолі, фактично оточена з усіх боків. Водночас тривав конфлікт в середині країни, де патриціат був налаштований проти оранжистів, що прийшли до влади.
Втім вже у червні 1672 року голландський адмірал Михайло Рюйтер здобув блискучу перемогу у битві при Солібей, не дозволивши здійснити великий десант на голландське узбережжя. Потім змусив французький флот відійти до Гавра. також на суходолі голландцям вдалося зупинити французькі війська. війна на морі продовжилася 1673 року, де Рюйтер спочатку в битві при Шуневельді відбив нову спробу англійців атакувати голландське узбережжя, а потім того ж року у вирішальній битві біля о. Тексель переміг англо-голландський флот. Водночас голландці відвоювали Новий Амстердам в Північній Америці. Англія вже не мала змоги продовжувати війну, тому було укладено Вестмінстерський мирний договір у 1674 році. За ним загалом підтверджувалися статті Бредського мирного договору, лише Голландія зобов'язувалося до того ж виплатити 2 млн гульденів протягом 3 років. Усі колонії захоплені супротивниками поверталися тим країнам, в яких були захоплені. війна ж Голландії з Францією тривала до 1678 року.

## Четверта війна

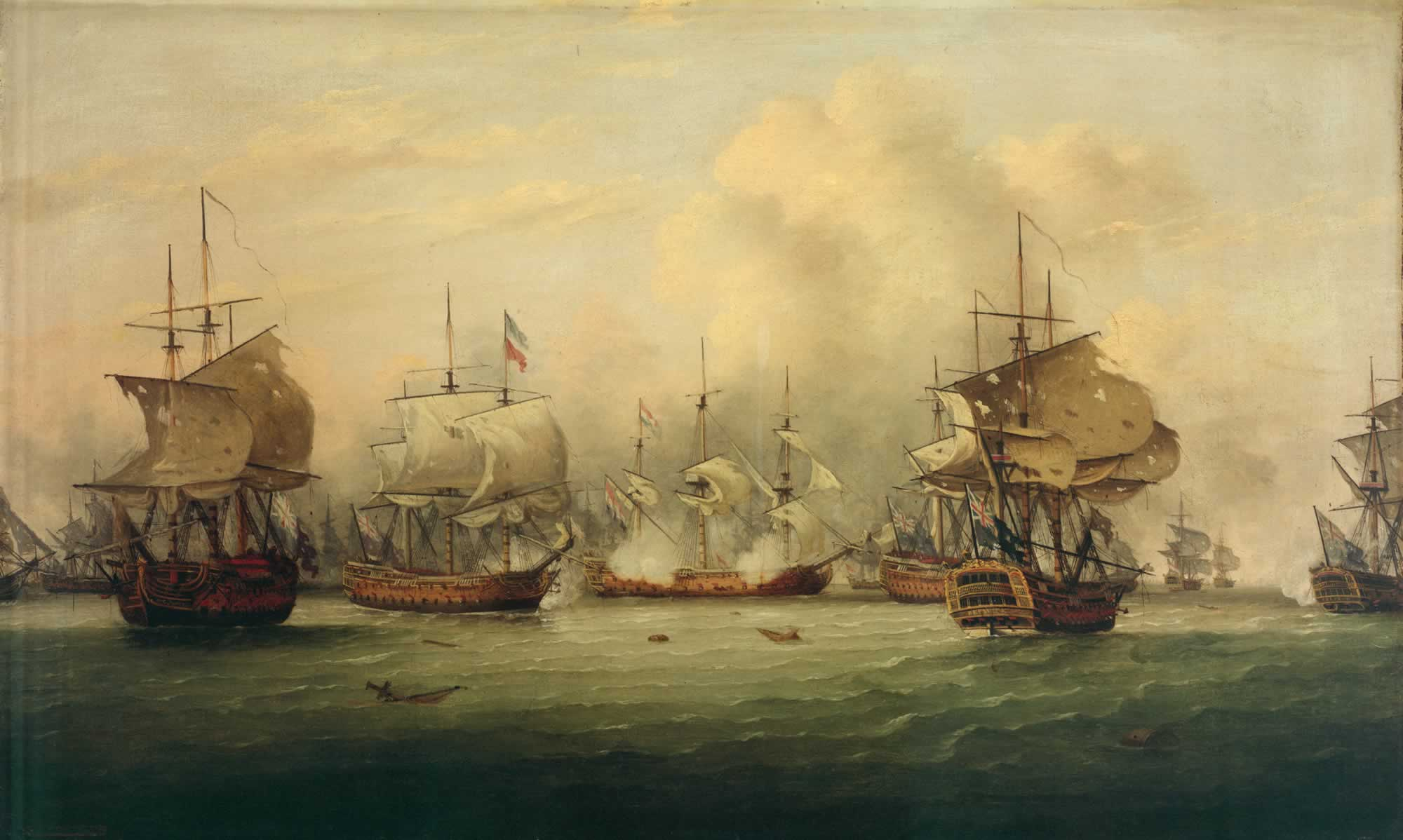
битва при Доггер-банці 1781 року

У 1688 році внаслідок так званої Славної революції Вільгельм III Оранський став королем Англії і Шотландії. Водночас він залишався штатгальтером Нідерландів. Завдяки цьому утворилося особиста унія одних з найпотужніших морських держав. Єдиною могутньою морською державою поза цього союзу була Франція. Голландська торгова буржуазія стала використовувати в якості своєї операційної бази Лондон, в результаті чого економічне зростання Нідерландів знизилося. Загалом правління Вільгельма III негативно позначилося на розвитку флоту Голландії. З технічної точки зору військові судна робили якісно, але вони поступалися більш досконалим англійським. При цьому король наказав, щоб будь-який англо-голландський флот перебував під англійським командуванням, а голландський флот мав 60 % англійців. Оранський більше уваги приділяв розвитку економіки та війську саме Англії. Водночас Голландія була втягнута у війну за іспанську спадщину, де не мала особливих інтересів. За рахунок господарства Нідерландів король Вільгельм III забезпечував інтереси Англії.
У 1702 році після смерті Вільгельма III унія між Англію та Голландією була розірвана. Але остання продовжувала участь у війні проти Франції та Іспанії. У 1718—1720 роках голландський флот і армія також брали участь у Війні четверного альянсу, що велася проти Іспанії. Внаслідок цих тривалих і виснажливих війн економічне зростання Республіки Об'єднаних провінцій практично припинилося. Цим скористалися британські купці, що посіли місце голландських на усіх основних торговельних напрямках. Близько 1780 року британський показник ВНП на душу населення перевищив голландський. Все це зумовило постійний торговельний конфлікт з Великою Британією
Безпосереднім приводом для війни стала надана голландцями підтримка повсталим північноамериканським колоніям Великої Британії. Проте голландський флот на той час вже не мав колишньої потуги, тому значних морських битв не було, лише 1781 року сталася битва при Доггер-банці, в якій жодна зі сторін не здобула перемоги. Нідерланди спробували виправити ситуацію будівництвом нових кораблів (кількість їх була доведена до 95), але британці відповіли на це подвоєнням власного флоту. В свою чергу Велика Британія за підтримки королівства Пруссія спробувала домогтися від Вільгельма V Оранського визнання британського протекторату, але марно. Загалом британський флот здійснював блокаду голландського узбережжя, внаслідок чого ця країна зазнала значного економічного удару. У лютому 1781 року англійці захопили о. Сент-Евстатій, через який йшли основні голландські поставки до Америки, а потім майже всі голландські факторії в Африці та Південній Азії.
В результаті війна завершилася втратою Голландією Нагапаттінаму в Індії і отриманням британцями дозволу на торгівлю в Голландській Ост-Індії. Однак голландцям були повернуті захоплені під час війни Капська колонія, Малакка і Цейлон.

## Підсумки
Наслідком перших трьох війн стало часткове зміцнення Англії на морі. Важливішою подією було здобуття Нового Амстердама і Нових Нідерландів в Північній Америці, які стали важливо базою для англійських колоністів; Голландія зовсім була усунена з цього континенту. Водночас торгова монополія Республіки Об'єднаних провінцій постраждала в меншій мірі. Голландський військовий та торговельний флоти було збережено. Голландці зберегли статус провідної морської держави та зв'язок зі своїми колоніями. Водночас третя англо-голландська війна, що збіглася з франко-голландською війною, виявилася руйнівною для сухопутного господарства Республіки Об'єднаних провінцій, оскільки голландці не мали потужної армії. Ворог зумів завдати чималих збитків економіці республіки.
Результатом четвертої війни було значне військове і економічне послаблення Республіки Об'єднаних провінцій, яка увійшла в період значної кризи. В подальшому це полегшело республіканській армії Франції зайняти територію Нідерландів, де 1795 року було створено Батавську республіку. Разом з цим низка дослідників вважають, що четверту англо-голландську війну слід розглядати окремо від перших трьох, оскільки причини її були зовсім іншими.

## Наслідки
Війни між Англією і Голландією зіграли велику роль у розвитку мистецтва війни на морі. У цей період зникли зі складу військових флотів збройні комерційні кораблі, відбувся перехід на професійний військовий флот, що поділявся на ескадри, а ті в свою чергу на дивізії (авангард, ар'єргард і центр), встановилися типи військових суден (лінійних кораблів і фрегатів), були вироблені правильні строї, розроблена морська тактика і якщо в першій війні основою були абордаж та застосування брандерів, то в третій основою став правильний гарматний бій).
Крім того, виробилася і справжня морська стратегія, що ставила собі головним завданням боротьбу з флотом противника для досягнення контролю над морем, замість колишніх «перехресних експедицій» і переслідування торгових суден. Також почали розглядатися питання гігієни та санітарії на суднах.